# Richardis de Danemark
Titre
Reine de Suède
1210 – 12 avril 1216
(6 ans)
Richardis de Danemark (en danois : Rikissa af Danmark), née vers 1190 et morte le 8 mai 1220 au Danemark, fut reine de Suède, épouse du roi Éric X de Suède.

## Biographie
Elle est la mère du roi Éric XI de Suède et de la princesse Ingeborg de Suède qui épouse Birger Jarl.